# J'Da Skit
J'Da Skit（ジェイダスキット、）は、東京都出身のラッパーである。Blueworks所属。

## 来歴
高校時代に友人からミクスチャーバンドに誘われ、音楽活動を開始。
活動初期には数枚のEPを制作し、手売り販売を行っていた。
2018年に神戸出身のビートメイカーLeo Iwamuraとのダブルネームで発表したアルバム「In My Life」が注目を集め、全国各地でライブ活動を行うようになる。
2020年にはCONNECT RECORDSよりLeo Iwamuraとの2ndアルバム「MANTRA」を発売。

## 人物
- 神奈川県横浜市生まれ、東京都杉並区育ち。中学時に地元杉並の友人の影響で洋楽(ロックやミクスチャーバンド等)を聴くようになる。
- 中学時代に偶然聞いたリンキン・パークに多大な影響を受け、ラップを始める。
- 2020年3月にKEN THE 390 presents 『超・タワレコライブ』に出演。
- フィルムカメラと映画鑑賞が趣味。好きな映画監督はスタンリー・キューブリック。

## 作品
EP
- Style EP
- 93's St Bombz
- Snazzyella EP

アルバム
- In My Life
- MANTRA